# 樹生かなめ
樹生 かなめ（きふ かなめ、1月5日 - ）は、日本の小説家、ボーイズラブ小説家。和歌山県出身。血液型はA型。2000年、ボーイズラブ小説『ベイビー・ブルー』が二見シャレード文庫より刊行、小説家としてデビューする。以降、ボーイズラブを主題とした作品をコンスタントに発表し、鮮烈な発想によるストーリー展開で人気を博している。講談社X文庫ホワイトハートを中心に活躍している。代表作は「龍＆Dr.シリーズ」。

## 作品リスト

### ベイビー・ブルー
二見書房〈二見シャレード文庫〉より刊行。イラストは高里いづる。
| # | タイトル           | 刊行年月  |
| - | ------------------ | --------- |
| 1 | ベイビー・ブルー   | 2000年1月 |
| 2 | ベイビー・ブルー 2 | 2000年7月 |

### 〜だぜ、DRシリーズ
二見書房〈二見シャレード文庫〉より刊行。イラストは硝音あや。
| # | タイトル               | 刊行年月   |
| - | ---------------------- | ---------- |
| 1 | だまし討ちだぜ、DR（） | 2001年1月  |
| 2 | かんちがいだぜ、DR（） | 2001年10月 |
| 3 | バケモノだぜ、DR（）   | 2003年5月  |

### 限りなく〜シリーズ
ムービック〈ダリア・ノベルス〉より刊行。イラストは麻生海。
| #      | タイトル                 | 刊行年月  |
| ------ | ------------------------ | --------- |
| 1      | 限りなくゲームに近い本気 | 2001年9月 |
| 2      | 限りなく身勝手な愛情     | 2002年6月 |
| 3      | 限りなく不幸に近い幸福   | 2003年2月 |
| 番外編 | 貴公子の理不尽な愛情     | 2003年8月 |

### 龍＆Dr.シリーズ
「〜だぜ、DR」シリーズのスピオンオフとして開始。内科医・氷川諒一と暴力団真鍋組の組長・橘高清和の物語。
二見書房〈二見シャレード文庫〉、イラスト：硝音あや
| # | タイトル     | 刊行年月       |
| - | ------------ | -------------- |
| 1 | DRは龍に乗る | 2002年10月25日 |
| 2 | DRは龍と立つ | 2004年1月29日  |
講談社〈講談社X文庫ホワイトハート〉、イラスト：奈良千春
第9作「龍の初恋、Dr. の受諾」は二見書房版『DRは龍に乗る』の、第10作「龍の宿命、Dr. の運命」は『DRは龍と立つ』の新装版。
| #  | タイトル                          | 刊行年月      |
| -- | --------------------------------- | ------------- |
| 1  | 龍の恋、Dr. の愛                  | 2005年2月4日  |
| 2  | 龍の純情、Dr. の情熱              | 2006年2月1日  |
| 3  | 龍の恋情、Dr. の慕情              | 2006年12月1日 |
| 4  | 龍の灼熱、Dr. の情愛              | 2007年10月1日 |
| 5  | 龍の烈火、Dr. の憂愁              | 2008年1月31日 |
| 6  | 龍の求愛、Dr. の奇襲              | 2008年7月31日 |
| 7  | 龍の右腕、Dr. の哀憐              | 2008年10月1日 |
| 8  | 龍の仁義、Dr. の流儀              | 2009年2月3日  |
| 9  | 龍の初恋、Dr. の受諾              | 2009年8月3日  |
| 10 | 龍の宿命、Dr. の運命              | 2009年8月3日  |
| 11 | 龍の兄弟、Dr. の同志              | 2009年10月1日 |
| 12 | 龍の危機、Dr. の襲名              | 2010年2月3日  |
| 13 | 龍の復活、Dr. の咆哮              | 2010年8月3日  |
| 14 | 龍の勇姿、Dr. の不敵              | 2010年9月30日 |
| 15 | 龍の忍耐、Dr. の奮闘              | 2011年2月2日  |
| 16 | Dr. の傲慢、可哀相な俺            | 2011年6月1日  |
| 17 | 龍の青嵐、Dr. の嫉妬              | 2011年11月1日 |
| 18 | 龍の衝撃、Dr. の分裂              | 2012年2月1日  |
| 19 | 龍の不屈、Dr. の闘魂              | 2012年10月3日 |
| 20 | 龍の憂事、Dr. の奮戦              | 2012年12月3日 |
| 21 | 龍の激闘、Dr. の撩乱              | 2013年2月1日  |
| 22 | 龍の愛人、Dr. の仲人              | 2013年8月1日  |
|    | 愛が9割 龍&Dr. シリーズ特別編     | 2013年11月1日 |
|    | 賭けはロシアで 龍の宿敵、花の嵐   | 2014年2月4日  |
| 23 | 龍の愛妻、Dr. の悪運              | 2014年7月31日 |
| 24 | 龍の苦杯、Dr. の無頼              | 2014年10月2日 |
| 25 | 龍の禍福、Dr. の奔放              | 2015年2月4日  |
| 26 | 龍の懺悔、Dr. の狂熱              | 2015年9月4日  |
| 27 | 龍の捕縛、Dr. の愛籠              | 2015年10月2日 |
| 28 | 龍の若葉、Dr. の溺愛              | 2016年4月5日  |
| 29 | 龍の節義、Dr. の愛念              | 2016年7月5日  |
| 30 | 龍の伽羅、Dr. の蓮華              | 2016年12月6日 |
| 31 | 龍の不動、Dr. の涅槃              | 2017年2月3日  |
| 32 | 龍の狂愛、Dr. の策略              | 2017年8月4日  |
|    | 誓いはウィーンで 龍の宿敵、華の嵐 | 2017年10月4日 |
| 33 | 龍の求婚、Dr. の秘密              | 2018年3月3日  |
| 34 | 龍の陽炎、Dr. の朧月              | 2018年8月4日  |
| 35 | 龍の美酒、Dr. の純白              | 2018年10月5日 |
| 36 | 龍の覚醒、Dr. の花冠              | 2019年2月3日  |
| 37 | 龍の壮烈、Dr. の慈悲              | 2019年9月5日  |
| 38 | 龍の革命、Dr. の涙雨              | 2019年12月5日 |
| 39 | 龍の試練、Dr. の疾風              | 2020年3月5日  |
| 40 | 龍の頂上、Dr. の愛情              | 2020年7月6日  |
| 41 | 龍の蒼、Dr. の紅                  | 2021年4月30日 |

### 色男は〜シリーズ
イースト・プレス〈アズ・ノベルズ〉より刊行。イラストは麻生海。
| # | タイトル             | 刊行年月      |
| - | -------------------- | ------------- |
| 1 | 色男はお金がお好き   | 2002年11月    |
| 2 | 色男は王子様がペット | 2003年12月2日 |

### ラベンダー書院物語
プランタン出版〈プラチナ文庫〉より刊行。イラストは白川七子。
| # | タイトル             | 刊行年月       |
| - | -------------------- | -------------- |
| 1 | その男、発情中につき | 2003年4月      |
| 2 | その男、熱愛中につき | 2003年12月10日 |

### 黄昏に花シリーズ
大洋図書〈シャイ・ノベルス〉より刊行。イラストは槇えびし。
| # | タイトル       | 刊行年月      |
| - | -------------- | ------------- |
| 1 | 黄昏に花       | 2004年8月     |
| 2 | 黄昏に花が舞う | 2005年9月26日 |

### 室生&明人シリーズ
講談社〈講談社X文庫ホワイトハート〉より刊行。イラストは奈良千春。
| # | タイトル       | 刊行年月       |
| - | -------------- | -------------- |
| 1 | 不条理な男     | 2004年11月1日  |
| 2 | 愛されたがる男 | 2005年12月26日 |

### 僕は野球に恋をしたシリーズ
講談社〈講談社X文庫ホワイトハート〉より刊行。イラストは神葉理世。
| # | タイトル                     | 刊行年月      |
| - | ---------------------------- | ------------- |
| 1 | 僕は野球に恋をした           | 2005年4月29日 |
| 2 | 僕は野球に恋をした2 初勝利編 | 2005年7月2日  |

### ブタゴリラシリーズ
大洋図書〈シャイ・ノベルス〉より刊行。イラストは雪舟薫。
| # | タイトル               | 刊行年月      |
| - | ---------------------- | ------------- |
| 1 | ありのままの君が好き   | 2005年4月4日  |
| 2 | なにがあっても君が好き | 2014年9月30日 |

### 私立清水谷学園物語
学習研究社〈もえぎ文庫〉より刊行。イラストは笠倉志岐。
| # | タイトル               | 刊行年月   |
| - | ---------------------- | ---------- |
| 1 | 嵐が熱い               | 2005年11月 |
| 2 | 嵐を呼ぶのはベルサイユ | 2006年3月  |

### 不運な男シリーズ
講談社〈講談社X文庫ホワイトハート〉より刊行。イラストは神葉理世。
| # | タイトル               | 刊行年月      |
| - | ---------------------- | ------------- |
| 1 | カッパでも愛してる     | 2006年4月28日 |
| 2 | なにがなんでも愛してる | 2006年7月1日  |

### 伍代&野々村シリーズ
大洋図書〈シャイ・ノベルス〉より刊行。イラストはジキル。
| # | タイトル                 | 刊行年月      |
| - | ------------------------ | ------------- |
| 1 | 酔っぱらったらものにしろ | 2009年1月29日 |
| 2 | 酔っぱらってもお前だけ   | 2010年3月25日 |

### 悪魔との契約シリーズ
コスミック出版〈セシル文庫〉より刊行。イラストは加賀美炬。
| #      | タイトル               | 刊行年月      |
| ------ | ---------------------- | ------------- |
| 1      | 悪魔との契約           | 2010年11月    |
| 2      | 悪魔との新婚生活       | 2011年7月15日 |
| 3      | 悪魔との赤ちゃん       | 2012年5月20日 |
| 4      | 悪魔との赤ちゃん戦争   | 2013年3月18日 |
| 5      | 悪魔との赤ちゃん狂騒曲 | 2014年3月19日 |
| 番外編 | 小悪魔がキューピッド!? | 2015年7月17日 |

### ロクデナシシリーズ
コスミック出版〈セシル文庫〉より刊行。イラストは一ノ瀬ゆま。
| # | タイトル                 | 刊行年月       |
| - | ------------------------ | -------------- |
| 1 | 最果てのロクデナシ       | 2011年11月9日  |
| 2 | ロクデナシよりロクデナシ | 2012年11月19日 |

### その他
| タイトル                                | 刊行年月      | イラスト       | レーベル                            |
| --------------------------------------- | ------------- | -------------- | ----------------------------------- |
| 良家の子息は諦めない                    | 2003年4月     | 麻生海         | 光風社出版〈クリスタル文庫〉        |
| オキテ破りの恋愛営業                    | 2003年9月     | 岩清水うきゃ   | ジュネット〈ビアス・ノベルズ〉      |
| 法律事務所に恋が咲く                    | 2004年2月     | 富士山ひょうた | 角川書店〈角川ルビー文庫〉          |
| 極楽浄土はどこにある                    | 2004年3月10日 | 神葉理世       | ジュネット〈ビアス・ノベルズ〉      |
| 恋をするなら英国紳士                    | 2004年8月     | 高永ひなこ     | 角川書店〈角川ルビー文庫〉          |
| 炎の中の君を祈る                        | 2004年10月    | 笠倉志岐       | 成美堂出版〈クリスタル文庫〉        |
| ホストクラブより愛を込めて              | 2004年12月    | 沢路きえ       | 角川書店〈角川ルビー文庫〉          |
| やれる時にやっておけ                    | 2006年3月30日 | 北畠あけ乃     | 大洋図書〈シャイ・ノベルス〉        |
| 猫から始まる恋もある                    | 2006年6月9日  | 藤井咲耶       | 笠倉出版社〈クロス・ノベルス〉      |
| もう二度と離さない                      | 2006年8月1日  | 奈良千春       | 講談社〈講談社X文庫ホワイトハート〉 |
| ノルマは彼次第                          | 2010年5月8日  | 椎名ミドリ     | 笠倉出版社〈クロス・ノベルス〉      |
| 楽園ダイニング夏篠崎 奇跡、拾いました。 | 2013年6月1日  | 高階佑         | 角川書店                            |
| 閻魔の息子                              | 2021年3月5日  | 奈良千春       | 講談社〈講談社X文庫ホワイトハート〉 |